# Sida argillacea
Sida argillacea är en malvaväxtart som beskrevs av A.E. Holland och S.T. Reynolds. Sida argillacea ingår i släktet sammetsmalvor, och familjen malvaväxter. Inga underarter finns listade i Catalogue of Life.